# 杨政 (汉朝)
杨政（？—？），字子行，京兆（今陕西省西安市）人，东汉经学家。
杨政少年时好学，跟随代郡范升学习《梁丘易》，善于解说经书。当时京师人称：“说经铿铿杨子行。”教授弟子数百人。
汉光武帝时，其师范升被弃出之妻所告，有罪下狱。杨政光着上身，用箭穿耳，抱着范升的儿子潜伏在道边，等候皇帝车驾，手持奏章叩头大声说：“范升三娶，只有一子，现在才三岁，真是可怜可哀。”武骑虎贲害怕他惊动乘舆，举弓要射他，他还是不肯离去；旄头又用戟叉杨政，伤到他的胸部，杨政还是不退。哭泣请求，感动了光武帝的心，光武帝下诏，放了杨政的老师，杨政于是显名。
杨政为人嗜酒，不拘小节，果敢自负，但是专一于道义。当时，光武帝女婿梁松、皇后阴丽华之弟阴就，都仰慕他的声名，请与他交成朋友。杨政每次与他们谈论，常切磋恳切，不向他们屈服。曾经去见杨虚侯马武，马武忌惮遇见杨政，于是称病不起。杨政进门，直接到床上推马武，抓住他的手臂责备他：“卿蒙受国恩，官至籓辅，不思求贤以报皇帝的特殊宠信，而对天下英俊傲慢，不是养身之道。现在敢动，我的刀就入你的胁下。”马武诸子和左右都大惊失色，以为马武被劫持，拿着武器包围了他，杨政神色自若。阴就到达，责备马武，令他和杨政交友。
杨政为东汉儒学经学家中刚果任情著称之人。汉章帝建初年间，官至左中郎将。

## 延伸阅读
[在维基数据编辑]
 《後漢書/卷79上》，出自范晔《後漢書》
 《東觀漢記》